# 안양고가교
안양고가교는 경기도 안양시 만안구 안양8동과 동안구 호계동을 잇는 수도권제1순환고속도로의 교량으로, 1991년 12월 서울외곽순환고속도로 판교 나들목 ~ 산본 나들목 구간 중 5공구로 착공되어 1996년 10월 31일 정식으로 개통되었다.

## 개요
서쪽으로 수리산과 이어져 고도가 높은 상태에서 그대로 안양천을 횡단하기 때문에 그 고도가 66m로 노선 내 최고 높이의 교량이다. 이 때문에 교량의 길이 역시 일산 방면은 1030.1m, 판교 방면은 1064.2m로 긴 편이며, 국내 최초로 FCM 공법을 사용하기도 하였다. 상부구조는 PSC상자형교, 하부구조는 역 T형식교대 방식이다. 수리산과 안양천의 영향으로 강풍이 비교적 잦은 편이다. 특이 사항으로는, 본래 교량 상에서는 차선 변경이 금지되어 차선이 흰색 실선으로 도색되지만 일산 방면의 경우 산본 나들목이 가까이 위치하고 있어 진출 차량을 위해 차선 변경이 허용되어 차선이 점선으로 구성되어 있다.
고가교 서쪽으로는 바로 군포시에 속한 산본 나들목과 수리터널으로 이어지지만, 고가교의 서쪽 끝은 행정구역 상으로 안양8동에 위치하고 있다. 고가교 동쪽으로는 안양터널을 지난 후 평촌고가교로 이어지게 된다.

## 같이 보기
- 산본 나들목
- 부천고가교
- 안양터널
- 학의대교